# Besano
Besano est une commune italienne d'environ 2 600 habitants située dans la province de Varèse dans la région Lombardie dans le nord de l'Italie.

## Toponymie
Le toponyme Besano provient du nom latin de personne Besius ou Bædius avec le suffixe génitif -anus.

## Administration
| Période                                  | Période  | Identité          | Étiquette | Qualité |
| ---------------------------------------- | -------- | ----------------- | --------- | ------- |
| 30/05/2006                               | En cours | Salvatore Merlino |           | docteur |
| Les données manquantes sont à compléter. |          |                   |           |         |

### Hameaux
Novella, Bernasca, Belvedere, M.o. Ginaga, Monte San Martino

### Communes limitrophes
| Cuasso al Monte | Porto Ceresio | Meride (CH-TI) |
|                 | Besano        | Viggiù         |
| Bisuschio       |               |                |